# DOK2
DOK2‏ (Docking protein 2) هوَ بروتين يُشَفر بواسطة جين DOK2 في الإنسان.